# Biblioteka Filozofii Religii
Biblioteka Filozofii Religii – seria wydawnicza Wydawnictwa Znak pod redakcją Karola Tarnowskiego. W skład komitetu naukowego serii wchodzą ks. Tadeusz Gadacz, o. Jan Andrzej Kłoczowski, Władysław Stróżewski, ks. Józef Tischner, Elżbieta Wolicka, ks. bp Józef Życiński. Według deklaracji wydawnictwa seria ta "chce zapełnić dotkliwą lukę w polskim piśmiennictwie filozoficznym, polegającą na nieobecności tłumaczeń wielu podstawowych dzieł filozoficznych, a także innych poważnych prac z dziedziny szeroko pojętej filozofii religii".

## Wydane tomy (lista niepełna)
1. Immanuel Kant, Religia w obrębie samego rozumu
2. Henri Bergson, Dwa źródła moralności i religii
3. Gottfried Wilhelm Leibniz, Pisma z teologii mistycznej
4. Lew Szestow, Ateny i Jerozolima
5. Maurice Blondel, Filozoficzne wyzwania chrześcijaństwa
6. Henry Duméry, Problem Boga w filozofii religii
7. Emmanuel Levinas, O Bogu, który nawiedza myśl
8. Św. Augustyn, Wyznania
9. Étienne Gilson, Bóg i ateizm (1996)
10. Paul Tillich, Pytanie o Nieuwarunkowane
11. Leszek Kołakowski, Bóg nam nic nie jest dłużny
12. John Hick, Argumenty za istnieniem Boga
13. Alvin Plantinga, Bóg, wolność i zło
14. Tomasz Węcławski, Wspólny świat religii
15. Martin Buber, Dwa typy wiary
16. Søren Kierkegaard, Dziennik
17. Friedrich Daniel Ernst Schleiermacher, Mowy o religii
18. Max Scheler, Problemy religii
19. Wolfhart Pannenberg, Człowiek, wolność, Bóg
20. Ludwig Wittgenstein, Uwagi o religii i etyce
21. Platon, Fedon
22. Gabriel Marcel, Tajemnica bytu
23. Xavier Tilliette, Chrystus filozofów
24. Richard Swinburne, Spójność teizmu
25. Claude Tresmontant, Esej o myśli hebrajskiej
26. Jean-Luc Marion, Bóg bez bycia
27. Maurice Nédoncelle, Prośba i modlitwa
28. William James, Prawo do wiary
29. Św. Tomasz z Akwinu, Kwestia o duszy
30. Św. Augustyn, O Trójcy Świętej
31. Bernhard Welte, Filozofia religii